# Vistofte
Vistofte är egentliga Danmarks 6:e högsta "berg" med 169,44 meter över havet. Kullen ligger endast 500 meter öster om Yding Skovhøj och räknas på grund av en mycket liten primärfaktor inte alltid som en egen topp. Vistofte ligger i det så kallade Søhøjlandet, ett cirka 1 000 km² stort, mycket kuperat område söder om staden Silkeborg där alla Danmarks högsta punkter – Møllehøj, Yding Skovhøj, Ejer Bavnehøj, Lindbjerg med flera – är samlade. Vistofte ligger i Skanderborgs kommun, cirka 30 km sydväst om Århus.